# Chloroclystis dietzei
Chloroclystis dietzei är en fjärilsart som beskrevs av Max Joseph Bastelberger 1907. Chloroclystis dietzei ingår i släktet Chloroclystis och familjen mätare. Inga underarter finns listade i Catalogue of Life.